# Cibicidoides

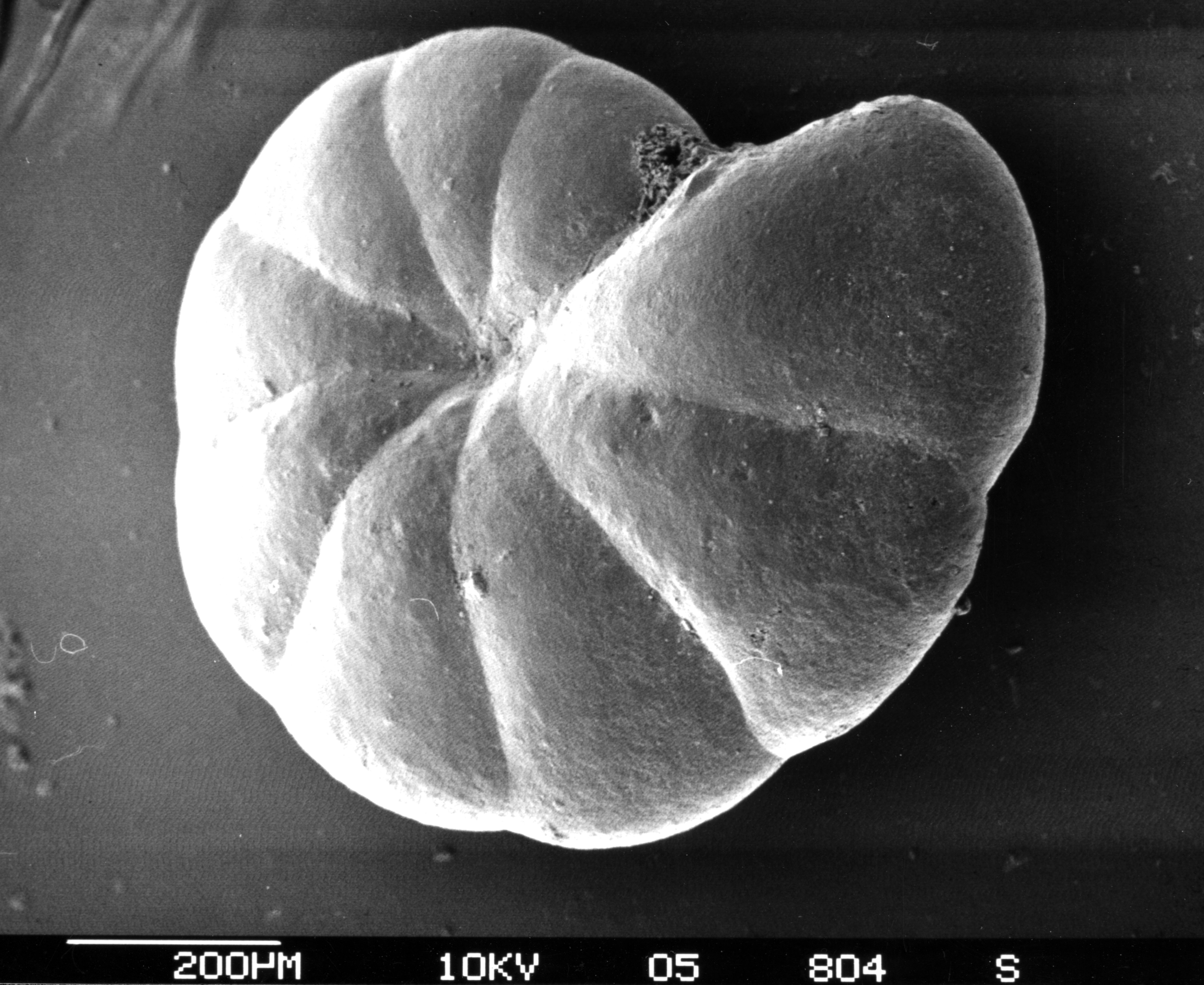
benthic foraminifera Cibicidoides sp.

Cibicidoides es un género de foraminífero bentónico de la familia Parrelloididae, de la superfamilia Discorbinelloidea, del suborden Rotaliina y del orden Rotaliida. Su especie tipo es Truncatulina mundula. Su rango cronoestratigráfico abarca desde el Paleoceno hasta la Actualidad.

## Clasificación
Se han descrito numerosas especies de Cibicidoides. Entre las especies más interesantes o más conocidas destacan:
- Cibicidoides mckannai
- Cibicidoides mundula
- Cibicidoides wuellerstorfi

Un listado completo de las especies descritas en el género Cibicidoides puede verse en el siguiente anexo.